# António José Bastos Lopes
António José Bastos Lopes (Lisbona, 19 novembre 1953) è un ex calciatore portoghese, di ruolo difensore.

## Carriera

### Club
Ha giocato tutta la sua carriera con il Benfica, dal 1972 al 1986.

### Nazionale
Ha più volte rappresentato la Nazionale portoghese.

## Palmarès
- Campionato portoghese: 7

Benfica: 1972-1973, 1974-1975, 1975-1976, 1976-1977, 1980-1981, 1982-1983, 1983-1984
- Coppa di Portogallo: 5

Benfica: 1979-1980, 1980-1981, 1982-1983, 1984-1985, 1985-1986
- Supercoppa di Portogallo: 2

Benfica: 1980, 1985